# 古泰穹丘

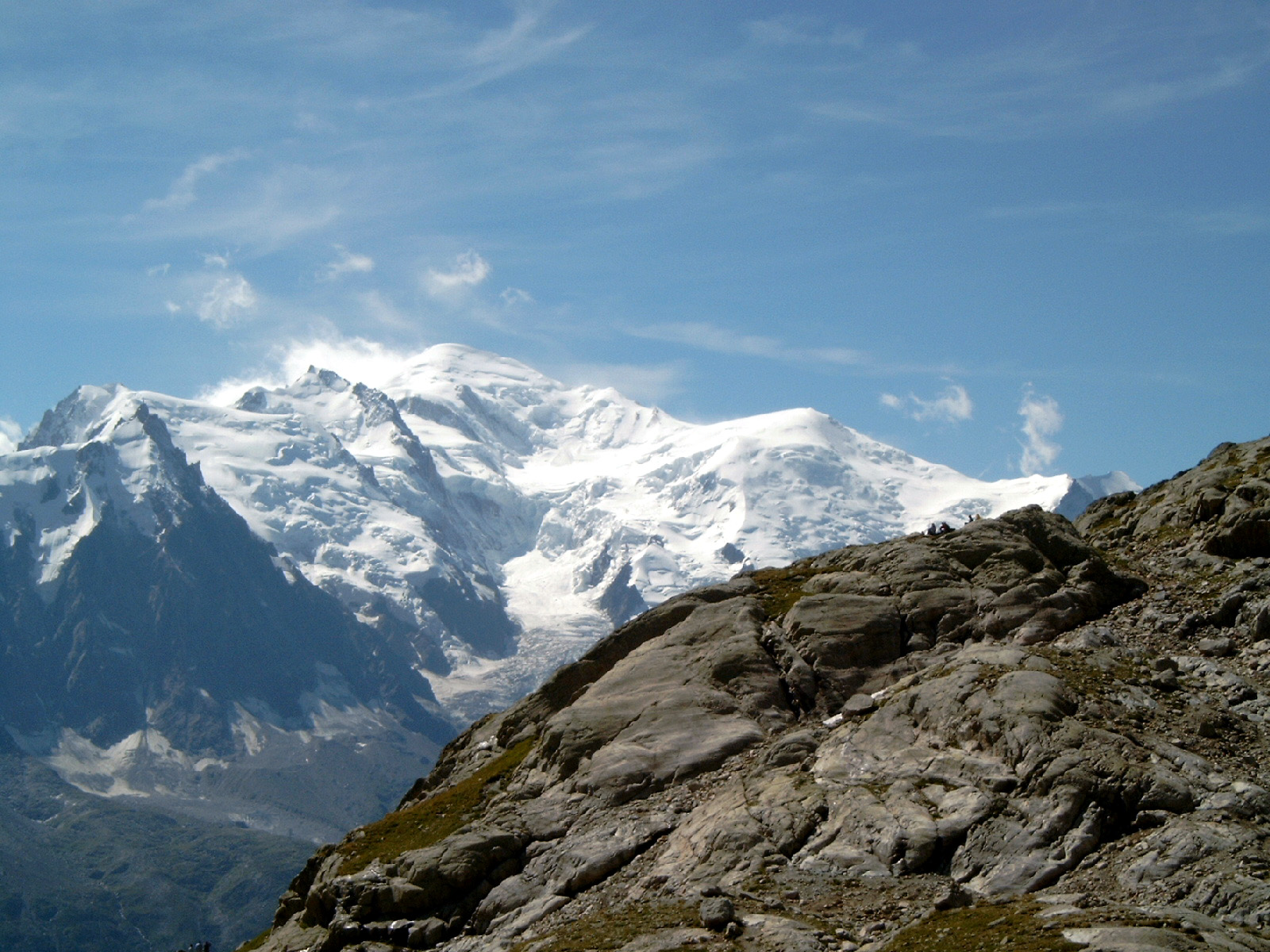

45°50′34″N 6°50′36″E / 45.84278°N 6.84333°E
古泰穹丘（法語：Dôme du Goûter），是歐洲的山峰，位於法國和意大利接壤的邊境，屬於格拉耶山的一部分，海拔高度4,304米，人類在1784年9月17日首次登上該山峰。